# Jodi Taylor
Jodi Taylor (Portland, 25 luglio 1991) è un'ex attrice pornografica statunitense.

## Biografia
Jodi Taylor è nata nella città di Portland (Oregon), anche se è cresciuta in una piccola città nello stato di Indiana. Durante la sua adolescenza ha praticato nuoto e arti marziali. Il suo primo lavoro fu in un ranch, dove ha dato lezioni di equitazione. Ha poi lavorato come dipendente in un Dunkin Donuts, prima di passare al cinema per adulti.
Il suo salto nell'industria dell'intrattenimento per adulti è avvenuto nel 2012, all'età 20 anni ed ha lavorato con case di produzione quali Evil Angel, Bang Bros e di Naughty America ed altre. Nel 2013 ha girato la prima scena di sesso anale per Anal Sweetness.
Si è ritirata dall'industria pornografica nel 2018 dopo aver girato oltre 300 scene.